# Nick Martinis
Nicholas „Nick“ Martinis (* 13. August 1931) ist ein US-amerikanischer Jazzmusiker (Schlagzeug), der sich vor allem in der Musikszene von Los Angeles hervortat.

## Leben und Wirken
Martins spielte bis in die 1990er-Jahre in den Bands von Don Ellis, Jimmy Rowles, Victor Feldman, Jack Wilson, Pete Jolly, Hank De Mano, Tommy Tedesco, Frank Strazzeri, Bob Cooper, Clare Fischer, Joe Albany, Jay Migliori, Jack Montrose, John Banister und im Baroque Jazz Ensemble um Ira Schulman, des Weiteren mit Tom Creekmore, Paul Smith, Jack Montrose, Doug MacDonald und Gabe Baltazar. Im Quartett von Frank Rosolino trat er in der Fernsehserie Jazz Scene USA auf. Als Nick Martinez wirkte er 1964 an Vince Guaraldis und Bola Setes LP From All Sides mit. Im Bereich des Jazz war er laut Tom Lord zwischen 1958 und 2006 an 44 Aufnahmesessions beteiligt, u. a. auch mit den Sängerinnen Stephanie Haynes und Arlette McCoy Budwig, zuletzt noch mit Jack Sheldon (California Cool) und dem Gitarristen David Eastlee.